# Jødisk gudstjeneste
Jødisk gudstjeneste er en dansk dokumentarfilm fra 1972 instrueret af Tue Ritzau efter eget manuskript.

## Handling
Reportage fra en gudstjeneste i synagogen i Ra'anana. Reportagen er koncentreret omkring lovsangen og skriftlæsningen. Der indledes med salmesang. Det hellige skab åbnes og en Tora-rulle tages frem. Der læses tekster fra Mosebøgerne.